# بیگلر (قوچان)
بیگلر، روستایی در دهستان قوچان عتیق بخش مرکزی شهرستان قوچان استان خراسان رضوی ایران است.
این روستا زادگاه روحانی فرهیخته علامه عزیزالله عطاردی مورخ و نویسنده بزرگ معاصر است که در سال ۱۳۹۳در تهران در گذشت و پس از تشییع باشکوه در تهران و مشهد مقدس در جوار حرم رضوی و در کنار مزارعلامه طبرسی آرمید. روحش قرین لطف و رحمت واسعه الهی باد. 
ایشان صاحب تالیفات متعددی در حوزه حدیث و تاریخ و فرهنگ محلی هستند که  کتب مسانید ایشان در حوزه حدیث مورد بسیار مورد اقبال و نظر علما قرار گرفته است.حسین یزدانی مقدم و حسن محمدی مقدم بیگلر نیز از شهیدان روستای بیگلر هستند.ساکنان این روستا به زبان کردی کرمانجی تکلم میکنند و کشاورزی باغات انگور محصول اصلی این روستا میباشد از لحاظ آب و هوا داری اب وهوای معتدل به خاطر قرار گرفتن در منطقه کوهپایه که زمستان سرد و بهار و تابستان خنک میباشد

## جمعیت
بر پایه سرشماری عمومی نفوس و مسکن در سال ۱۳۹۵ جمعیت این روستا ۴۲۱ نفر (در ۱۲۸ خانوار) بوده‌است.